# Белькастро
Белькастро (итал. Belcastro) — коммуна в Италии, располагается в регионе Калабрия, подчиняется административному центру Катандзаро.
Население составляет 1385 человек, плотность населения составляет 27 чел./км². Занимает площадь 52 км². Почтовый индекс — 88050. Телефонный код — 0961.
Покровителем населённого пункта считается Tommaso D Aquino. Праздник ежегодно празднуется 21 марта.
С Белькастро граничат коммуны Мезорака, Петрона, Марчедуза, Андали, Ботричелло, Черва, Кутро.